# Polisens grader i Australien
Australiska polisens grader är, liksom dess gradbeteckningar, något olika mellan de skilda delstatspoliskårerna. Tjänstegrader och gradbeteckningar har sitt ursprung i den brittiska polisens gradsystem.

## New South Wales
| Probationary Constable | Constable | Senior Constable | Incremental Senior Constable | Leading Senior Constable | Sergeant | Incremental Sergeant | Senior Sergeant | Inspector | Chief Inspector | Superintendent | Chief Superintendent | Assistant Commissioner | Senior Assistant Commissioner | Deputy Commissioner | Commissioner |
|                        |           |                  |                              |                          |          |                      |                 |           |                 |                |                      |                        |                               |                     |              |

## Queensland
| Constable | Constable (med 5 års anställning) | Senior Constable | Sergeant | Senior Sergeant | Inspector | Superintendent | Chief Superintendent | Assistant Commissioner | Deputy Commissioner | Commissioner |
|           |                                   |                  |          |                 |           |                |                      |                        |                     |              |

## South Australia
| Probationary Constable | Constable | First Class Constable | Senior Constable | Senior Constable First Class | Brevet Sergeant | Sergeant | Senior Sergeant | Senior Sergeant First Class | Inspector | Chief Inspector | Superintendent | Chief Superintendent | Commander | Assistant Commissioner | Deputy Commissioner | Commissioner |
|                        |           |                       |                  |                              |                 |          |                 |                             |           |                 |                |                      |           |                        |                     |              |

## Victoria Police
| Constable | Senior Constable | Leading Senior Constable | Sergeant | Senior Sergeant | Inspector | Chief Inspector | Superintendent | Chief Superintendent | Commander | Assistant Commissioner | Deputy Commissioner | Chief Commissioner |
|           |                  |                          |          |                 |           |                 |                |                      |           |                        |                     |                    |

## Western Australia
Polisen i Western Australia har ca 5 600 polismän. 
Commissioner = statspolischef; Deputy Commissioner = biträdande statspolischef; Assistant Commissioner = funktionell chef; Commander = biträdande funktionell chef; Superintendent = distriktschef; Inspector = biträdande distriktschef; Senior Sergeant = vakthavande befäl; Sergeant = yttre befäl; Senior Constable = yttre befäl.
| Constable | First Class Constable | Senior Constable | Sergeant | Senior Sergeant | Inspector | Superintendent | Commander | Assistant Commissioner | Deputy Commissioner | Commissioner |
|           |                       |                  |          |                 |           |                |           |                        |                     |              |

## Australian Federal Police
Den federala polisen har tre huvuduppgifter:
- Utredning av grova och farliga brott, som grova narkotikabrott, organiserad brottslighet.
- Ordning och säkerhet samt brottsutredningar i Australian Capital Territory.
- Person- och objektsskydd för den austaliska federala regeringen.[8]

### Tjänstetitlar för utredare
| Ursprungliga tjänstegrader                              | Nuvarande tjänstetitlar                  |
| ------------------------------------------------------- | ---------------------------------------- |
| Constable / Senior Constable / Leading Senior Constable | Federal Agent, Team Member               |
| Sergeant / Senior Sergeant / Station Sergeant           | Federal Agent, Team Leader               |
| Inspector / Superintendent                              | Federal Agent, Coordinator               |
| Commander                                               | Commander, Manager                       |
| Assistant Commissioner                                  | Assistant Commissioner, National Manager |
| Deputy Commissioner                                     | Deputy Commissioner                      |
| Commissioner                                            | Commissioner                             |

Källa: 